# Tysjackij
Il tysjackij (in russo ты́сяцкий?) a volte tradotto come "condottiero", "heerzog" o con il termine greco "chilliarch") fu una carica militare nella rus' di Kiev. Il tysjackij comandava un esercito di volontari chiamato тысяча (tysjača, "migliaio"). Nella repubblica di Novgorod tale grado contraddistinse in seguito cariche giurisdizionali o politiche: eletto dai boiardi riuniti nella veče il tysjackij rimaneva in carica per un anno. Come i posadnik l'ufficio spesso veniva retto da un'unica persona per alcuni anni, alla quale solitamente succedeva un figlio della stessa o un proprio stretto congiunto. Tale circostanza indica che, dietro la facciata di organo eletto, la carica era in realtà prerogativa solo delle famiglie più potenti. Nelle città senza veče, gli tysjackij venivano nominati dai knjaz e potevano trasmettere il proprio titolo ai loro figli.
Nella Repubblica di Novgorod, i tysjackij erano considerati rappresentanti della popolazione. Oltre al ruolo di capi militari avevano il compito di controllare le fortificazioni cittadine, potevano riunire la veče, svolgere il ruolo di ambasciatore o di giudice nelle transazioni commerciali. Il primo tysjackij citato dalle fonti fu Putjata.
Il gran principe Demetrio di Russia condannò a morte l'ultimo tysjackij di Mosca abolendone la carica e rimpiazzandola con quella di voivoda e di namestnik. Tale titolo fu quindi abolito a Novgorod nel 1478 e a Pskov nel 1510 dopo che le città capitolarono rispettivamente a Ivan III e Basilio III.